# 傑·麥克萊恩
傑·麥克萊恩（英語：Jay McLean；1890年—1957年11月14日）是美國醫師。他最著名的貢獻為與威廉·亨利·豪威爾共同發現肝素。

## 早年生活
傑·麥克萊恩於1890年生於舊金山，父親約翰 T. 麥克萊恩也是一位醫師。在洛厄爾高中畢業後，他於1909年進入加州大學柏克萊分校，並於1914年取得理學士學位。

## 事業
麥克萊恩於1915年進入約翰·霍普金斯大學醫學院後，開始與威廉·亨利·豪威爾醫師學習。在1916年，當時唸醫科二年級的麥克萊恩試著從狗的肝臟組織中找尋促進凝血的分子，卻發現了一個具有抗凝血活性的脂溶性分子。因為來自於肝臟組織，這個分子在1918年被命名為肝素（英語：heparin；hepar 在希臘文為「肝」；而-in是化學字尾）。在麥克萊恩離開實驗室以後，豪威爾醫師與艾米特·霍爾特又分離出了一個水溶性的多醣抗凝血分子。雖然這個分子與先前麥克萊恩找到的分子在性質上很明顯不同，但豪威爾仍將它也命名為肝素。
麥克萊恩於1919年畢業，隨後在約翰·霍普金斯醫院實習。實習完畢後他加入在1904年由哈維·庫興設立的亨特利安實驗室進行外科住院醫師訓練。麥克萊恩在巴爾的摩行醫直到1924年，接著他回到他的母校擔任外科學講師。三年後他加入康乃爾大學病理學科，直到1939年搬到俄亥俄州的哥倫布市。在哥倫布，他除了開設自己的私人診所之外，同時也在俄亥俄州立大學醫學院擔任副教授。在1949年，他被聘任為喬治亞州薩凡納市的放射治療主任與惡性疾病顧問。1957年他逝世於喬治亞州，得年67歲。